# Championnat d'Espagne de hockey sur glace 2002-2003
Saison précédente Saison suivante
La saison 2002-2003 est la 29e saison du championnat d'Espagne de hockey sur glace. Cette saison, le championnat porte le nom de Superliga Española.

## Clubs de la Superliga 2002-2003
- FC Barcelone
- ARD Gasteiz
- CH Jaca
- CH Madrid
- CG Puigcerdà
- Txuri Urdin

## Première Phase

### Classement
| # | Club         | Joués | V  | VP | DP | D  | bp:bc  | +/- | Points |
| - | ------------ | ----- | -- | -- | -- | -- | ------ | --- | ------ |
| 1 | CH Jaca      | 15    | 14 | 0  | 0  | 1  | 104:36 | +68 | 42     |
| 2 | FC Barcelone | 15    | 9  | 1  | 0  | 5  | 79:54  | +25 | 29     |
| 3 | CH Madrid    | 15    | 8  | 0  | 0  | 7  | 66:56  | +10 | 24     |
| 4 | CG Puigcerdà | 15    | 7  | 1  | 0  | 7  | 64:70  | -6  | 23     |
| 5 | ARD Gasteiz  | 15    | 3  | 0  | 2  | 10 | 35:71  | -36 | 11     |
| 6 | Txuri Urdin  | 15    | 2  | 0  | 0  | 13 | 40:99  | -59 | 1      |

## Séries finales
Les séries se jouent au meilleur des trois matchs pour les demi-finales et des cinq matchs pour la finale.

### Demi-finales
| Équipes      | 1 | 2 | 3 | Série |
| CH Jaca      | 5 | 4 | 6 | 2     |
| CG Puigcerdà | 2 | 6 | 3 | 1     |

| Équipes      | 1  | 2 | 3 | Série |
| FC Barcelone | 10 | 3 |   | 2     |
| CH Madrid    | 1  | 2 |   | 0     |

### Finale
| Équipes      | 1 | 2 | 3 | 4 | 5 | Série |
| CH Jaca      | 6 | 8 | 7 |   |   | 3     |
| FC Barcelone | 2 | 3 | 4 |   |   | 0     |

CH Jaca est sacré Champion d'Espagne de hockey sur glace 2002-2003.